# Таткова градина 2
„Таткова градина 2“ (на английски: Daddy Day Camp/Daddy Day Care 2) е американска семейна комедия от 2007 г. на режисьора Фред Савидж в режисьорския си дебют, по сценарий на Джоф Родки, Дж. Дейвид Стем, Дейвид Н. Уайз, Джоел Коен и Алек Соколов, и участват Куба Гудинг Джуниър, Локлин Мънро, Ричард Гант, Тамала Джоунс, Пол Рей и Браян Дойл-Мъри. Той е вторият филм от филмовата поредица „Таткова градина“ през 2003 г.
Филмът е продуциран от „Революшън Студиос“ и е пуснат от „Трайстар Пикчърс“, за разлика от предшественика си, той е разпространен от „Сони Пикчърс Релийзинг“. Филмът е пуснат по кината в Съединените щати на 8 април 2007 г.
Татковата градина ще поеме по неутъпканата пътека – отива на лагер! Чарли и Фил се завръщат – и още как! – и прехвърлят уменията си в гледането на деца на открито. Спорт, занаяти и уроци за природата, и най-вече за човешката природа.
В лагер „Дрифтууд” има деца на всякаква възраст, с всякакви размери и особености. Но със сигурност нямат шанс да се саморазправят с грубияните от съседния лагер „Канола”... освен ако Чарли не привика тайното си оръжие – последния човек, от който е очаквал помощ. Подкрепленията са тук и „Таткова градина 2” ще влезе в историята!